# آکادمی اف‌اس‌بی

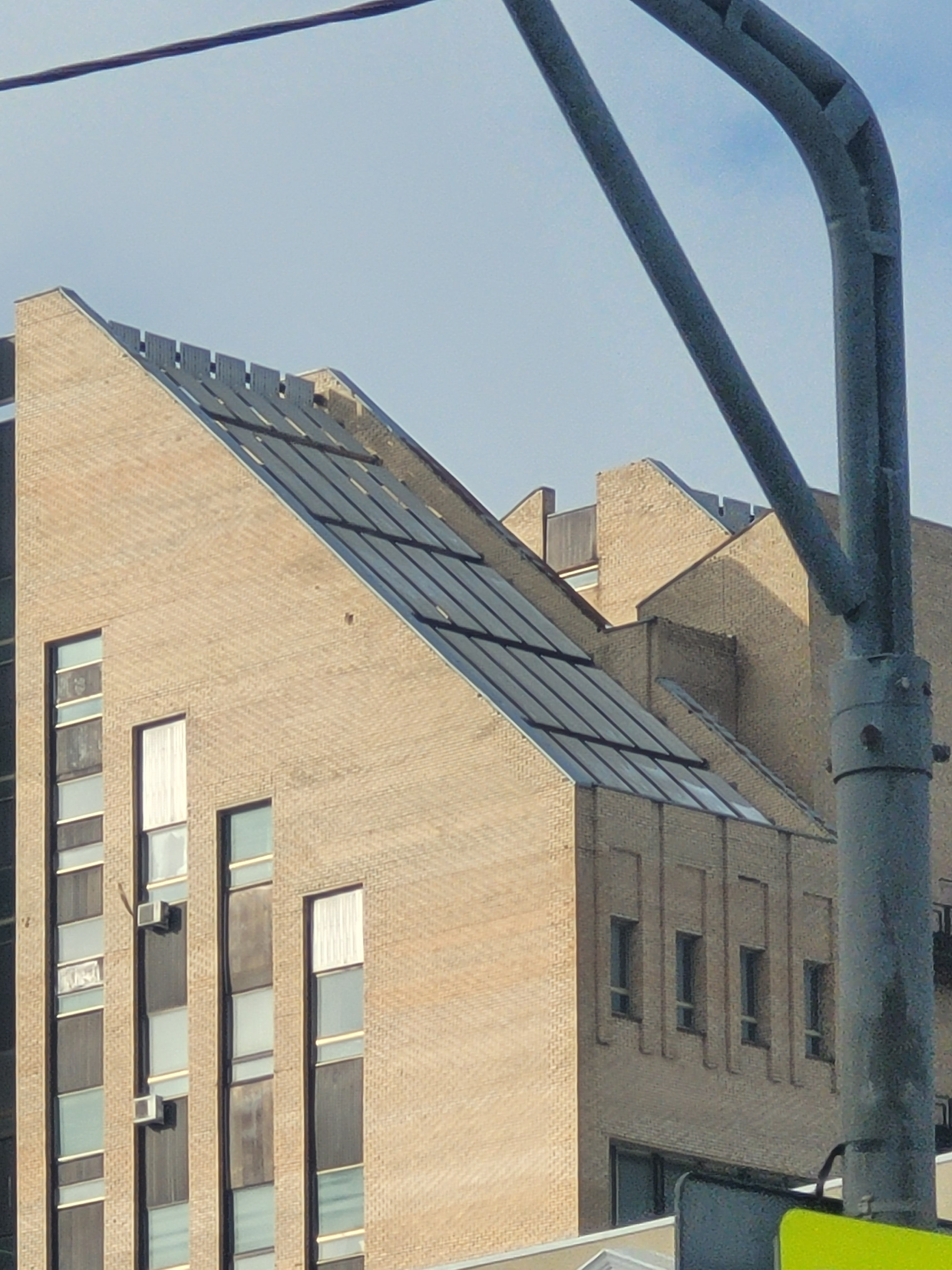
نمایی از مجمتع آکادمی اف‌اس‌بی در مسکو - ۲۰۲۳

آکادمی اف‌اس‌بی موسسه آموزشی و پژوهشی دولتی در کشور روسیه می باشد. این موسسه وظیفه دارد افراد خبره اطلاعاتی برای سرویس‌های اطلاعات روسیه آموزش دهد. این مرکز در سال ۱۹۹۲ با دستور ریاست جمهوری وقت روسیه تشکیل شد. پیش از آن این مرکز با نام موسسه آموزش عالی دزیرژنسکی کا گ ب نامیده می‌شد.